# Osiny (gromada w powiecie puławskim)
Osiny – dawna gromada, czyli najmniejsza jednostka podziału terytorialnego Polskiej Rzeczypospolitej Ludowej w latach 1954–1972.
Gromady, z gromadzkimi radami narodowymi (GRN) jako organami władzy najniższego stopnia na wsi, funkcjonowały od reformy reorganizującej administrację wiejską przeprowadzonej jesienią 1954 do momentu ich zniesienia z dniem 1 stycznia 1973, tym samym wypierając organizację gminną w latach 1954–1972.
Gromadę Osiny z siedzibą GRN w Osinach utworzono – jako jedną z 8759 gromad na obszarze Polski – w powiecie puławskim w woj. lubelskim na mocy uchwały nr 14 WRN w Lublinie z dnia 5 października 1954. W skład jednostki weszły obszary dotychczasowych gromad Osiny i Wola Osińska ze zniesionej gminy Żyrzyn oraz obszary dotychczasowych gromad Sielce i Wronów ze zniesionej gminy Końskowola w tymże powiecie. Dla gromady ustalono 27 członków gromadzkiej rady narodowej.
1 stycznia 1959 z gromady Osiny wyłączono wieś Sielce, włączając ją do gromady Końskowola w tymże powiecie.
1 stycznia 1960 gromadę zniesiono, włączając jej obszar do gromad Żyrzyn (wieś, kolonię i majątek państwowy Osiny oraz wieś i leśniczówkę Wola Osińska) i Końskowola (wieś Wronów) w tymże powiecie.